# Antonio Salvarezza
Antonio Salvarezza (Bosco Marengo, 14 maggio 1902 – Bosco Marengo, 24 luglio 1985) è stato un tenore italiano.

## Biografia
Studiò con il maestro Filippo Florio e debuttò il 6 aprile 1937 al Teatro Municipal di Rio de Janeiro  in Rigoletto. Si esibì nei più importanti teatri italiani e internazionali, in particolare in quelli del Nord e Sudamerica, in una carriera durata ventidue anni con 806 recite.
Il repertorio comprendeva una trentina di ruoli che spaziavano da opere del periodo romantico, come Lucia di Lammermoor e I puritani, a quelle veriste, come Cavalleria rusticana. Ottenne particolare successo nel repertorio pucciniano, soprattutto in Tosca. Cantò con i più grandi artisti del tempo, tra tutti Renata Tebaldi e Maria Callas, con cui nel 1952 al 15º Maggio Musicale Fiorentino fu tra i protagonisti della ripresa di Armida di Gioachino Rossini.
Nel 1949 diede la voce a Gino Sinimberghi nel film-opera Il trovatore. Negli anni cinquanta incise in studio alcune arie per la Cetra; sono inoltre disponibili le registrazioni dal vivo di due opere complete: la già citata Armida e Guglielmo Tell, rimasterizzate in CD.
È stato definito tenore lirico spinto, dalla voce di timbro pieno con facilità e resistenza nel registro acuto. Nel 2011 la Pro loco di Bosco Marengo ha pubblicato la sua biografia nel volume di Giovanni Martini "La Grande Voce".

## Repertorio
- Vincenzo Bellini
  - I puritani (Arturo)
- Gioachino Rossini
  - Armida (Eustazio)
  - Guglielmo Tell (Arnold)
- Gaetano Donizetti
  - La favorita (Fernando)
  - Lucia di Lammermoor (Edgardo)
- Giuseppe Verdi
  - Rigoletto (Duca di Mantova)
  - Aida (Radames)
  - La traviata (Alfredo Germont)
  - Luisa Miller (Rodolfo)
  - Il trovatore (Manrico)
- Giacomo Puccini
  - Tosca (Mario Cavaradossi)
  - La bohème (Rodolfo)
  - Madama Butterfly (Pinkerton)
  - Turandot (Calaf)
  - La fanciulla del West (Ramerrez)
  - Gianni Schicchi (Rinuccio)
- Giacomo Meyerbeer
  - Gli ugonotti (Raoul)
- Charles Gounod
  - Faust (Faust)
- Pietro Mascagni
  - Cavalleria rusticana (Turiddu)
  - Le maschere (Florindo)
- Umberto Giordano
  - Il re (Colombello)
- Modest Petrovič Musorgskij
  - Boris Godunov (Grigorij)
  - Kovancina (Andrej)
- Antônio Carlos Gomes
  - Lo schiavo (Americo)
- Giuseppe Mulè
  - Taormina (Vanni)
- Franco Alfano
  - Risurrezione (Dimitri)
- Mario Peragallo
  - Ginevra degli Almeri
- Lorenzo Filiasi
  - Mattutino di Assisi

## Discografia

### Opere
- Gioachino Rossini - Armida, interpreti: Maria Callas, Mario Filippeschi, Gianni Raimondi, Antonio Salvarezza (Eustazio), Francesco Albanese. Orchestra e coro del Teatro Comunale di Firenze, direttore Tullio Serafin. Registrazione dal vivo 26 aprile 1952.
- Gioachino Rossini - Guglielmo Tell, interpreti: Scipio Colombo, Antonio Salvarezza, Elsa Van Bueren, Guus Hoekman, Marisa Mari, Direttore Willem Lohoff. Registrazione dal vivo Hilversum Radio 20 aprile 1953.

### Brani singoli
- Giacomo Puccini, Turandot: "Nessun dorma" - Cetra AT 0131.
- Giacomo Puccini, La bohème: "O Mimì più non torni" con Rolando Panerai
- Giuseppe Verdi, Il trovatore: "Di quella pira" - Cetra 25151
- Giuseppe Verdi, Il trovatore: Terzetto finale atto primo, con Caterina Mancini, Rolando Panerai
- Jules Massenet, Manon: "Ah, dispar, vision"
- Charles Gounod, Faust: "Salve dimora" - Cetra 25152
- Friedrich von Flotow, Martha: "M'apparì"
- Giuseppe Verdi, Luisa Miller: "Quando le sere al placido" - Cetra CB 20477